# 米尔·卡西姆
米尔·卡西姆（？年？月？日—1777年5月8日）是英国东印度公司支持之下的孟加拉纳瓦卜 (即孟加拉總督)，是用来替换米尔·贾法尔的傀儡，也是米尔贾法尔的女婿。
銳意改革，因無法向東印度公司徵稅，同時免去一般人的關稅，以求貿易公平，此舉引起東印度公司艾利斯少校出兵侵略，演變為布克薩爾戰役。戰敗後四處流浪，窮困潦倒，死時甚至沒有錢購買裹屍布。